# Hondensport
Hondensport is de overkoepelende term voor sportieve activiteiten, veelal in competitieverband, waarbij honden centraal staan. 

## Beoordeling
De prestaties van de hond worden beoordeeld door een keurmeester, een jury, of een scheidsrechter.

## Sporten
- Agility
- Canicross
- Dogdance
- Dogdiving
- Dogfrisbee
- Flyball
- Mondioring
- Obedience
- Schapendrijven
- Sledehondenrennen
- Speuren
- Windhondenrennen
- Hoopers

## Instanties
Er zijn verschillende instanties die de competities organiseren. Voor deelname aan een competitie is een startlicentie bij de organiserende instantie verplicht.

### België
- Belgische Flyball Belge
- Hondenfederatie Vrienden onder Eén vzw
- Federatie Schapendrijven België
- Koninklijke Maatschappij Sint-Hubertus
- Vlaamse Federatie Hondensport vzw

### Nederland
- Federatie Hondensport Nederland
- Raad van Beheer

### Groot-Brittannië
- The Kennel Club

### Internationaal
- Fédération Cynologique Internationale
- International Federation of Cynological Sports

## Belangenorganisaties
- Nederlandse Bond van Gebruikshondensportverenigingen